# Helena Asanina Kantakouzene
Helena Asanina Kantakouzene, död 1394, var regent i grevskapet Salona i nuvarande Grekland under sin dotter Maria Fadriques minderårighet från 1382 till den osmanska erövringen 1394. 

## Biografi
Helena Asanina Kantakouzene var dotter till kejsar Mattheus Kantakouzenos och Irene Palaiologina och gifte sig 1361 med Louis Fadrique d'Aragona. Paret fick ett barn, dottern Maria. Maria var tolv år vid sin fars död 1382 och Helena blev därför hennes förmyndare och regent i hennes ställe.
Förhandlingarna om Marias äktenskap drog ut på tiden i flera år på grund av dess politiska känslighet, och upptog mycket av hennes mors regeringstid. Trots att Maria borde ha blivit myndig senast 1390, tycks Helena fortsatt sitt regentskap. Maria förlovades med Nerio I Acciaioli, men förlovningen bröts. Nerio I Acciaioli erövrade hertigdömet Aten, som var Salonas länsherre, men Helena och Maria behöll kontrollen över Salona i opposition mot Aten.
Regeringen var impopulär och Helena anklagades för vanstyre. När osmanerna belägrade staden föll den genom förräderi, då dess portar öppnades av oppositionen till regimen. Hon och hennes dotter tillfångatogs av osmanerna och fördes som fångar till Beyazit I:s harem. Helena ska ha avlidit eller avrättats samma år. Hennes dotter valdes bort som tänkbar gemål åt sultanen och avled i fängelse året därpå.